# Puimichel
Puimichel é uma comuna francesa na região administrativa da Provença-Alpes-Costa Azul, no departamento dos Alpes da Alta Provença. Estende-se por uma área de 36,81 km². Em 2010 a comuna tinha 258 habitantes (densidade: 7 hab./km²).